# ژائو تائو
ژائو تائو (انگلیسی: Zhao Tao؛ زادهٔ ۲۸ ژانویهٔ ۱۹۷۷) یک هنرپیشه اهل جمهوری خلق چین است.
از فیلم‌ها یا برنامه‌های تلویزیونی که وی در آن نقش داشته است می‌توان به طبیعت بی‌جان، جهان اشاره کرد. در سال ۲۰۱۲ برنده جایزه دیوید دی دوناتلو بهترین بازیگر زن شده است.